# Chêne-Bourg
Chêne-Bourg – szwajcarska gmina (fr. commune; niem. Gemeinde) w kantonie Genewa. Miejscowość znajduje się w bezpośrednim sąsiedztwie miasta Genewa, przy granicy z Francją.

## Demografia
W Chêne-Bourg mieszka 8 791 osób. W 2020 roku 37,4% populacji gminy stanowiły osoby urodzone poza Szwajcarią.

## Transport
Przez teren gminy przebiegają drogi główne nr 102 i nr 111.